# Dukat (Münze)

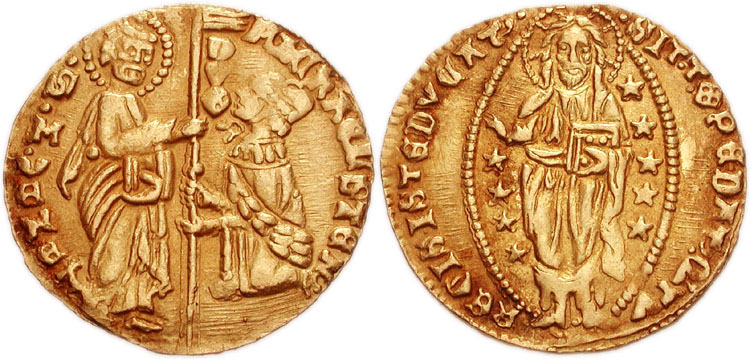
Venezianischer Dukat (Zecchine) des Dogen Michele Steno (1400)

Der Dukat oder Dukaten (auch als Zechine oder Zecchine bekannt) ist eine Goldmünze, die in ganz Europa einschließlich der Länder rund um das Mittelmeer bis zum Anfang des 20. Jahrhunderts umlief. Er besitzt einen Feingehalt von 986/1000 und wiegt ungefähr 3,49 g (Feingewicht etwa 3,44 g). Der häufig verwendete Begriff Golddukat ist demnach ein Pleonasmus.

## Etymologie
Nach der von Walther Mitzka besorgten Auflage des Etymologischen Wörterbuchs der deutschen Sprache sowie nach der von Helmut Henne und anderen bearbeiteten Auflage von Hermann Pauls Deutschem Wörterbuch wurde während der Regierungszeit des Kaisers Konstantin X. aus der Familie Dukas den byzantinischen Goldmünzen dessen griechischer Beiname altgriechisch Δούκας (dukas) aufgeprägt. Seit 1140 erscheint das Wort, umgedeutet zu mittellateinisch ducatus „Herzogtum“, auf von Roger II. von Sizilien, dem Herzog von Apulien, geschlagenen Münzen.
In den jüngeren, von Elmar Seebold neu bearbeiteten Auflagen des Etymologischem Wörterbuchs der deutschen Sprache sowie in Wolfgang Pfeifers Etymologischem Wörterbuch des Deutschen wird kein Bezug auf Kaiser Konstantin mehr genommen und damit keine Umdeutung des Wortes mehr postuliert, sondern dieses allein von den Goldmünzen Rogers II. hergeleitet, die ab 1140 die Umschrift sit tibi Christe datus quem tu regis iste ducatus „Dir, Christus, sei dieses Herzogtum gegeben, welches du regierst“ trugen. Laut Pfeifer hätten überdies die ab 1284 in Venedig geprägten Goldmünzen das Bild des Dogen (des Oberhaupts der Republik Venedig, vergleiche italienisch duce „Herzog“) gezeigt.
Der Dukat wurde 1559 deutsche Reichsmünze, womit das Wort in die deutsche Sprache gelangte.

## Venezianischer Dukat oder Zecchine
Erstmals wurden Dukaten 1284 in Venedig geprägt, als Konkurrenzprodukt zu dem ab 1252 in Florenz geprägten Gulden. Die Vorderseite der venezianischen Dukaten zeigt den Evangelisten Markus beim Überreichen der Kreuzfahne an den Dogen. Die Rückseite weist das Bildnis Jesu in einer Mandorla auf.
Der venezianische Dukat wird auch Zechine oder Zecchine (italienisch zecchino) genannt. Der Name ist von italienisch zecca (deutsch „Prägestätte“, „Münzanstalt“) abgeleitet, das von arabisch sikka (deutsch „Prägestock“) abstammt.
In Venedig wurden Dukaten bis zum Ende der Republik im Jahre 1797 mit gleichem Münzbild und nahezu unverändertem Feingewicht (Goldgehalt) geprägt. Damit waren die venezianischen Dukaten über Jahrhunderte die stabilste Währung der Welt.

## Verbreitung und Bedeutung

### Weltweit

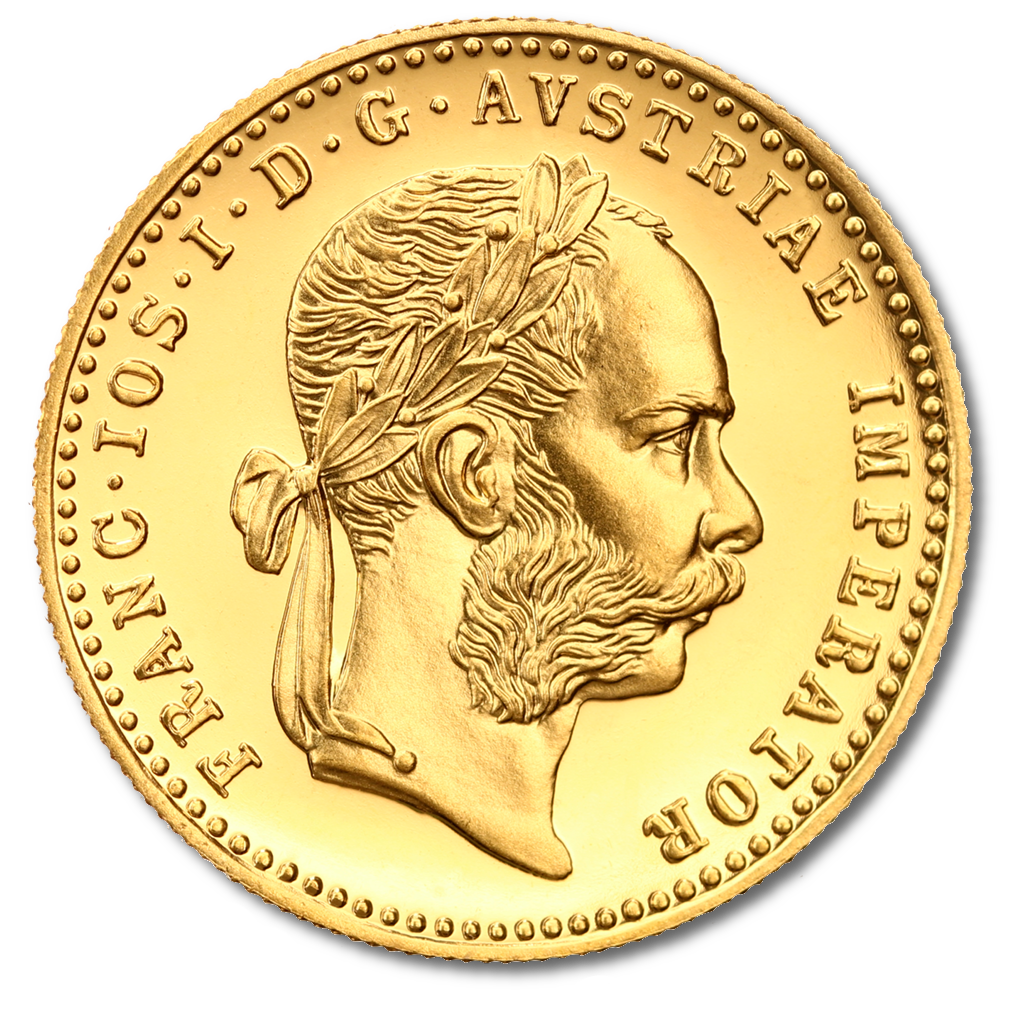
Bildseite der Neuprägung: 1 Dukat (Goldmünze)

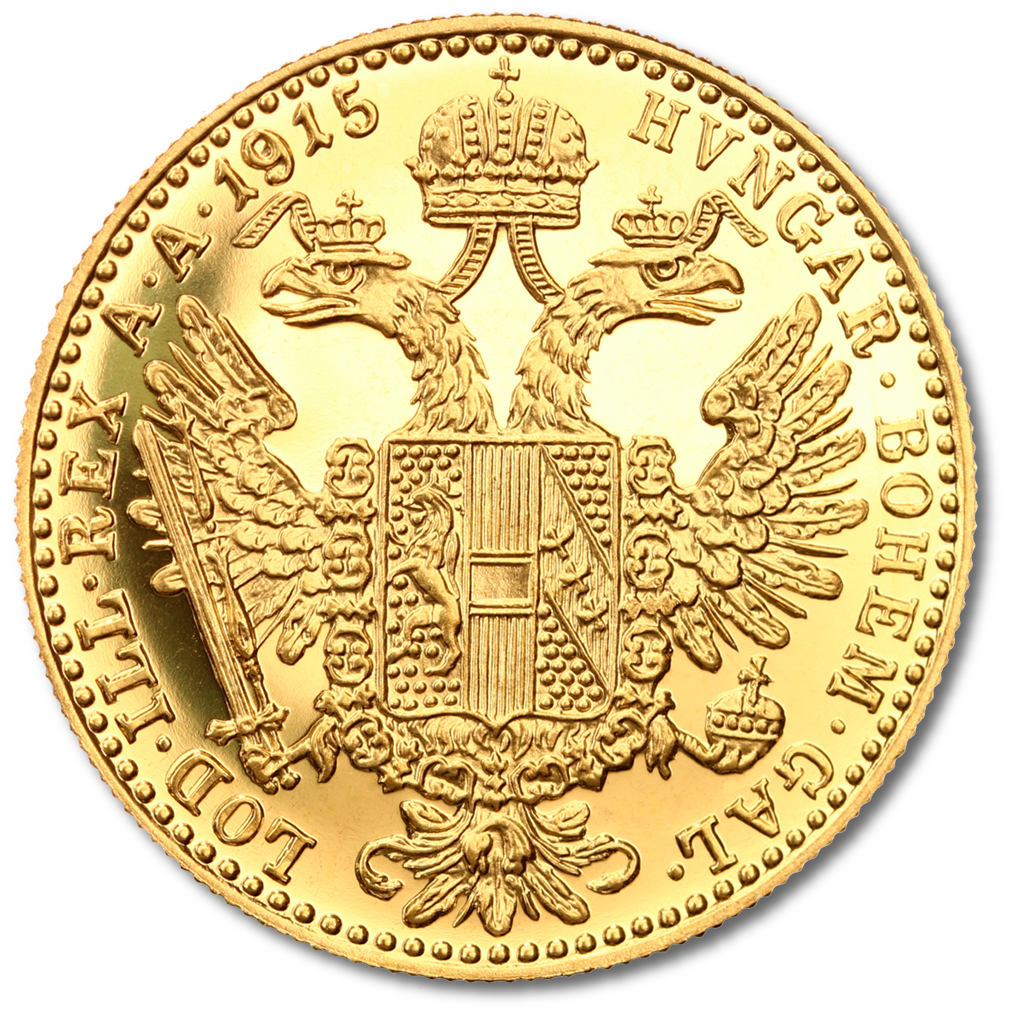
Wertseite der Neuprägung: 1 Dukat (Goldmünze)

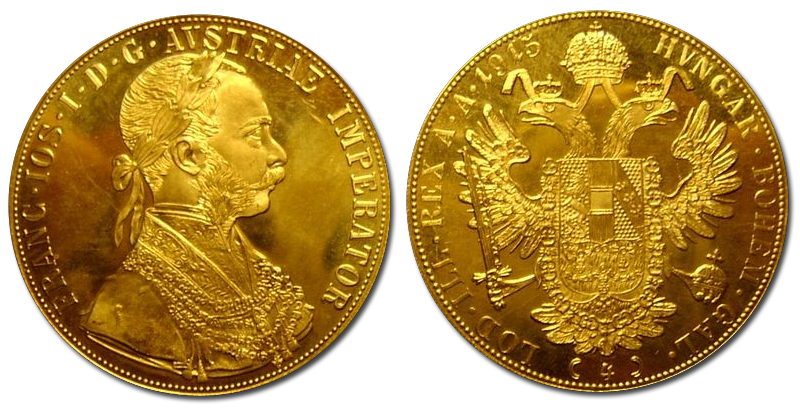
Österreichischer 4-facher Dukat

Von Venedig aus haben sich Dukaten über den ganzen europäischen Kontinent und in den Orient verbreitet. Insbesondere für das 14. und 15. Jahrhundert dürfte der Dukat als Welthandelsmünze angesehen werden, die auch als Maßstab für Gewichtsvergleiche herangezogen wurde.
Im Gegensatz zum ähnlichen Goldgulden hatten die Dukaten nämlich einen weitgehend stabilen Feingehalt, was ihre allgemeine Akzeptanz erklärt. Vom Dukaten wurden auch Mehrfach- und Teilnominale für Geschenkzwecke oder besondere Anlässe geprägt, z. B. Lammdukaten von Nürnberg 1632–1806 in Klippenform.

### Deutscher Sprachraum
In Deutschland wurde der Dukat 1559 zur Reichsmünze erklärt und damit zur Hauptgoldmünze, die den Goldgulden an den meisten Orten verdrängte. 1857 wurde er im Gebiet des Deutschen Zollvereins abgeschafft.
Die in Sachsen von etwa 1587 bis 1838 geprägten Dukaten (und August d’or) der Münzstätte Dresden und zeitweise Leipzig waren eine Silberkurantwährung, hatten aber auch eine Zahlungsmittelfunktion. Ihr Wert wurde auf Kurszetteln der Börsenplätze um 1780 zwischen 66 Gr 8 Pf und 68 Gr 3 Pf in sächsisch „Courant“ gehandelt, d. h. ca. 2¾ Reichstaler.
Im Gebiet der heutigen Schweiz wurden Dukaten um 1500 vom Bischof von Lausanne, um 1520 von Uri, Schwyz und Nidwalden in ihrem Untertanengebiet Bellinzona und wenig später auch in Freiburg geprägt. Im 16. Jahrhundert waren es in erster Linie die wirtschaftlich bedeutenden Zentren Basel und Zürich, die Dukaten emittierten.
Mit der Ratifizierung des Wiener Münzvertrages im Jahre 1857 wurde im habsburgischen Gebiet die bestehende Goldwährung durch eine Silberwährung abgelöst. Die österreichischen Dukaten wurden aber weiterhin als Münzen für den internationalen Handel ausgeprägt. Darüber hinaus hatte Österreich die Möglichkeit, Dukaten für den inländischen Zahlungsverkehr ausprägen zu lassen. Eine staatliche Annahmepflicht für Dukaten bestand basierend auf einem jeweils auf maximal 6 Monate festgelegten Kassakurs, der nach dem marktgerechten Wertverhältnis zwischen Gold und Silber festgelegt wurde. Mit der variablen Festsetzung des Kassakurses wurden Arbitragegewinne durch den Umtausch von Gold- und Silbermünzen vermieden. Österreich trat aus dem Wiener Münzvertrag Ende 1867 wieder aus (in Anschluss an den Prager Frieden von 1866).
Im 19. Jahrhundert ging die deutsche Dukatenprägung stark zurück und nahm mehr und mehr Medaillen-Charakter an, siehe z. B. die bayerischen Isar-, Donau-, Rheingold- oder Goldkronacher Ausbeutedukaten. Beliebt waren die letzten Dukaten des 19. Jahrhunderts als Tauf- und Patengeschenke. In der Schweiz wurden in der ersten, vorbundesstaatlichen Hälfte des 19. Jahrhunderts Dukaten noch in den Kantonen Zürich (1810), Bern (1825) und Schwyz (1844) geprägt.

## Moderne Nachprägungen
Bis heute werden Dukaten für Anleger und Münzensammler nachgeprägt.

### Österreich

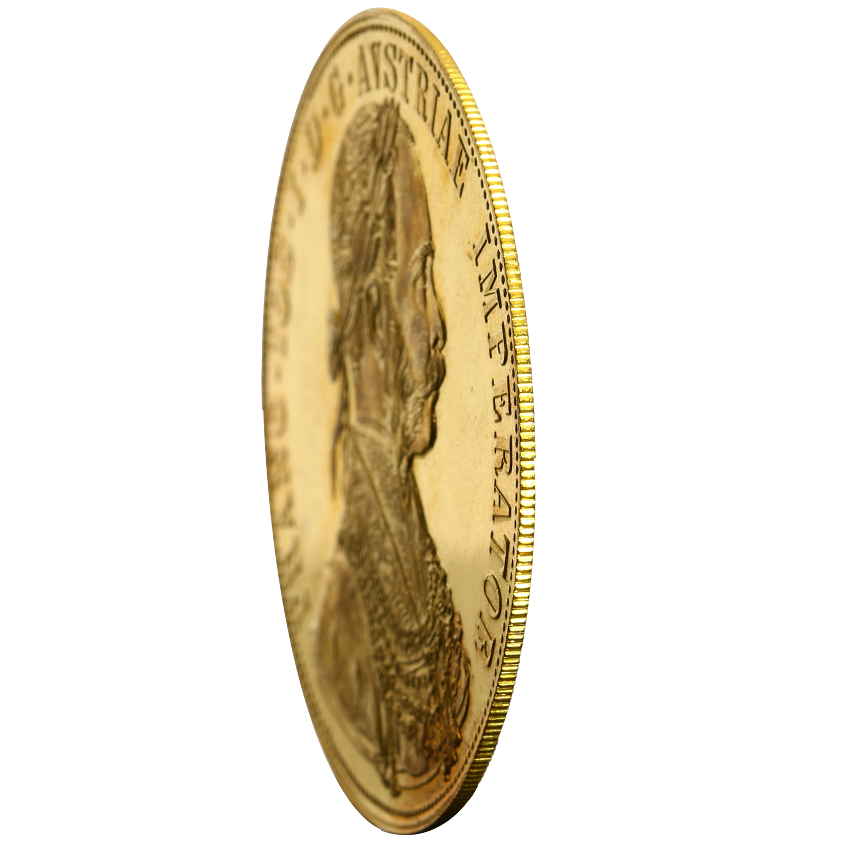
Die Münzen sind zwar für ihr Gewicht groß, aber sehr flach. Hier zu sehen die Randseite des 4-fachen österreichischen Golddukaten.

In Österreich werden Dukaten wie auch die silbernen Maria-Theresien-Taler offiziell nachgeprägt. Vorbild ist der Dukat in der Form von 1872–1914 mit dem belorbeerten Kopfbild von Kaiser Franz Joseph I. Die Nachprägungen zeigen nahezu einheitlich die Jahreszahl 1915. Die seltene Jahreszahl 1951 war ein Fehler des Stempelschneiders.
Gewicht und Feingehalt entsprechen dabei dem historischen Münzfuß, nach dem aus einer Wiener Mark (0,280668 kg) Feingold 81189/355 Stücke zu schlagen waren. Mit dem Feingehalt von 9861/9 Tausendsteln ergibt sich ohne Berücksichtigung von Fertigungstoleranzen ein Raugewicht von 3,490896 g bei einem Feingoldgehalt von 3,442411 g entsprechend 0,110676 Feinunzen.
Ebenfalls nachgeprägt wird das österreichische 4-Dukaten-Stück mit entsprechend vierfachem Gewicht und Goldgehalt. Diese Münze mit belorbeertem Brustbild von Franz Joseph I. hat einen Durchmesser von 39,5 mm und ist daher aus empfindlich dünnem Goldblech.

### Niederlande
In den Niederlanden basiert der heutige Entwurf der Nachprägungen auf dem Dukaten aus der Zeit der Sieben Provinzen, weicht von ihr aber geringfügig ab. Darum, und weil er das aktuelle Jahr zeigt, geht es hier nicht um reine Nachprägungen, sondern um die Fortsetzung der Tradition.